# Ken Lerner
Kenneth "Ken" Lerner, född 27 maj 1948 i Brooklyn i New York, är en amerikansk skådespelare av rumänsk-judisk härkomst. Han är mest känd för att ha spelat rollen som rektor Flutie i de första avsnitten av TV-serien Buffy och vampyrerna, samt diverse andra roller i den andra TV-serien Gänget och jag. Han har även medverkat i en del andra produktioner inom både film- och TV-världen.
Ken Lerner föddes som den yngsta av tre söner, till föräldrarna Blanche och George Lerner. Fadern arbetade som fiskare och antikhandlare. En av hans två äldre bröder var den sju år äldre skådespelaren Michael Lerner, som avled i april 2023.
Ken Lerner är sedan år 1987 gift med reportern Patricia "Patti" Klein, med vilken han har två barn. Även sonen Sam Lerner arbetar som skådespelare. Fadern och sonen har spelat mot varandra i TV-serien The Goldbergs, i rollen som just far och son.

## Filmografi (i urval)
- 1975–1983 – Gänget och jag (TV-serie)
- 1977 – Hot Tomorrows
- 1977 – Blåst till tusen
- 1980 – Nu fightas vi igen
- 1984 – Karriärens pris
- 1985 – Kedjebrevet
- 1985 – Glada syndare (TV-film)
- 1985 – The A-Team (TV-serie)
- 1986 – Otroligt – men sant
- 1987 – Project X – Topphemligt
- 1987 – The Running Man
- 1988 – Maniac Cop
- 1989 – Hit List
- 1989 – Relentless
- 1989 – De fantastiska Baker Boys
- 1989 – Immediate Family
- 1990 – Pantertanter (TV-serie)
- 1990 – Robocop 2
- 1990 – Exorcisten III
- 1991 – Nu rånar vi banken farsan!
- 1991 – Läkaren
- 1992 – Förbjudet begär
- 1993 – Mammas pojkar
- 1995 – Vicken loser
- 1995 – Bodily Harm
- 1997 – Buffy och vampyrerna (TV-serie)
- 1998 – Senseless
- 1998 – Godzilla
- 1999 – Berättelsen om oss
- 2002 – Cityakuten (TV-serie)
- 2003 – National Security
- 2003 – Vänner (TV-serie)
- 2005 – Scrubs (TV-serie)
- 2006 – NCIS (TV-serie)
- 2006 – Iceman 2
- 2009 – Desperate Housewives (TV-serie)
- 2009 – 2 1/2 män (TV-serie)
- 2011 – L.A. Noire (datorspel, röst)
- 2011 – The Mentalist (TV-serie)
- 2012 – The Big Bang Theory (TV-serie)
- 2013 – Anger Management (TV-serie)
- 2016 – Silicon Valley (TV-serie)
- 2016 – The People v. O. J. Simpson: American Crime Story (TV-serie)
- 2017–2023 – The Goldbergs (TV-serie)
- 2018 – Bayou Caviar
- 2022 – Dahmer – Monster: The Jeffrey Dahmer Story (TV-serie)